# Vladimir Solovjov
Vladimir Sergejevitj Solovjov (ryska: Владимир Сергеевич Соловьёв), född 28 januari (gamla stilen: 16 januari) 1853 i Moskva, död 13 augusti (gamla stilen: 31 juli) 1900, var en rysk filosof och poet. Han var son till historikern Sergej Solovjov och bror till författaren Vsevolod Solovjov. Solovjov blev efter att ha framlagt avhandlingen Krizis zapadnoj filosofii (Krisen i den västerländska filosofin) docent vid Moskvauniversitetet 1874 och höll 1880 föreläsningar i filosofi vid Sankt Petersburgs universitet, men tvingades upphöra med detta, sedan han i ett offentligt tal uppfordrat Alexander III att benåda sin fars mördare, och levde därefter som enstöring.
Solovjov intar en framstående plats i det ryska tänkandets historia. Han fördjupade sig i tidens viktigaste frågor av religiös och sedlig art; han började som materialist, men slutade som ren idealist med en starkt mystisk anstrykning. Han stod slavofilerna tämligen nära i sin tro på Rysslands världshistoriska mission som ett "tredje Rom", men delade ej deras trångsynta nationalism och deras tro på den ryska bondekommunens förträfflighet.
Solovjov hade en mycket försonlig hållning och ivrade för en förening av alla kristna kyrkor med ömsesidiga eftergifter, men var en avgjord motståndare till tolstojanismen, särskilt dess sats om "icke-motstånd mot det onda". Han väckte stort uppseende med sina föreläsningar om det "gudamänskliga" (Bogutjelovětjestvo) 1877–1881 och om Fjodor Dostojevskij 1881–1883.
Solovjovs viktigaste skrifter är Duchovnyja osnovy zjizni (1882–1884, Livets andliga grunder), Istorija i budustjnost teokratii (1885–1887), Natsionalnyj vopros v Rossii (1883–1891, Rysslands nationella fråga), Kitaj i Jevropa (1890, Kina och Europa), en utförlig studie över Muhammeds liv och lära (1896) samt Nravstvennaja filosofija (1897, Sedlig filosofi). Hans samtidsbetraktelser Tri razgovora (1900; "Tre samtal" 1911) avslutas med en bisarr profetia om Antikrists tillkommelse. Dessutom författade han högstämda reflexionsdikter. Hans samlade skrifter utgavs i nio delar 1901–1907.

## Svenska översättningar
- Tre samtal (Tri razgovora) (översättning E. Weer) (Bonnier, 1911). Ny upplaga med språklig revidering av Stefan Borg: Artos, 1993
- Det onda: tre samtal (Tri razgovora) (anonym översättning) (Lundholm, 1918)
- Berättelsen om Antikrist (med tillägg av Fjodor Dostojevskijs legend om storinkvisitorn) (Ur Tri razgovora) (anonym översättning) (Nova, 1993)